# Lake Superior
 For alternative betydninger, se Lake Superior (flertydig). (Se også artikler, som begynder med Lake Superior)
Øvre sø (engelsk: Lake Superior) er den største af de fem store søer (Great Lakes) i Nordamerika og den næststørste sø i verden efter det Kaspiske Hav. Grænsen mellem USA og Canada løber gennem søen. Søen er omgivet af den canadiske provins Ontario og staterne Minnesota, Wisconsin og Michigan i USA.
Søens overfladeareal er 82.380 km² og den største dybde er 406 m.